# Рамзес IV
Рамзес IV (User/Heqamaatre Setepenamun) е трети фараон от 20-а династия на Древен Египет. Управлява ок. 1153 – 1146 г. пр.н.е., алтернативно 1151/2 – 1145/4 г. пр.н.е., 1156 – 1150 г. пр.н.е. или 1155/4 – 1149/8 г. пр.н.е.

## Произход и ранен живот
Рамзес IV е пети син на Рамзес III, който го посочва за престолонаследник на 22-рата година от управлението си. Като официален наследник в продължение на десетилетие, Рамзес IV заема важни военни и административни длъжности и е споменат с титлите „Наследствен принц“, „Царски писар“ и „Върховен военачалник“. Ръководи рутинна експедиция или потушаване на въстание в Долна Нубия. Няма жречески сан до 27-ата година от управлението на Рамзес III, когато е назначен за „Трети пророк на Амон“.

## Управление
След като Рамзес III става жертва на дворцов заговор, Рамзес IV поема властта и оглавява съдебния процес срещу убийците на баща му. Т.нар. Турински съдебен папирус документира събитията около конспирацията, разследването и наказанието на осъдените придворни.
Рамзес IV е последният фараон от Новото царство, който предприема мащабна строителна дейност. Значително е разширен храма на Хонсу в Карнак, издигнат от Рамзес III. Изградени са редица по-малки храмове и постройки в Абидос, Мемфис и Хелиополис, където е издигнат негов малък обелиск. Рамзес IV узурпира много паметници и статуи на предишни фараони, върху които слага своите имена и титли. В района на запад от Тива са положени основите на един голям и два по-малки погребални храма, но те остават непостроени.
По заповед на Рамзес IV е удвоен броя на работниците в Дайр-ел Медина (ок. 120 души) и са изпратени няколко военни експедиции към каменните кариери Wadi Hammamat и към тюркоазените мини в Синай. Потушени са надигания до границата с Нубия. В третата година от възкачването на Рамзес IV е проведена голяма експедиция към каменоломните, включваща 8368 души, от които 5000 войници, 2-хиляден персонал за храмовете на Амон, 800 хабиру и 130 каменоделци. Похода е ръководен от тиванския върховен жрец Ramessesnakht. 900 души умират от изтощение при прехода през Източната пустиня. От този период датира Туринската папирусова карта, най-старата запазена топографско-геоложка карта известна на науката.
В общи линии Рамзес IV подължава политиката на неговия предшественик и облагодетелства жреците. Особено нараства влиянието на върховния жрец на Амон в Тива, който при следващите фараони установява контрол над икономиката в царството. През краткото му управление продължават икономическите проблеми и постепенния социален упадък. Макар и активен владетел, Рамзес IV не доживява реализирането на амбициозните си начинания.
Наследен е от неговия син Рамзес V.

## Гробница на Рамзес IV
Рамзес IV е бил погребан първоначално в гробница KV2 в Долина на царете, ограбена през смутния период в края на 20-а династия. Изследваната през 1905 – 1906 г. гробница има сравнително семпла декорация и добре запазени стенописи. Папирус от Египетския музей в Торино изобразява оригиналния план на гробницата, която е била довършена набързо и в по-малки размери от възнамеряваните, поради неочакваната смърт на фараона. Това се потвърждава и от графит с чертеж на KV2, издълбан върху варовикова плоча, намерена недалеч от входа на самата гробница. Леко повредената мумия на Рамзес IV е открита през 1898 г. в KV35, гробницата на Аменхотеп II, където е била преместена през 13-а година на фараона Смендес. Според изследванията Рамзес IV е починал на около 50-годишна възраст.